# Drepanocladus latinervis
Drepanocladus latinervis är en bladmossart som beskrevs av Warnstorf 1903. Drepanocladus latinervis ingår i släktet krokmossor, och familjen Amblystegiaceae. Inga underarter finns listade i Catalogue of Life.